# Les statues meurent aussi
Les statues meurent aussi ("Anche le statue muoiono") è un cortometraggio documentario del 1953 diretto da Alain Resnais, Chris Marker e Ghislain Cloquet.

## Trama
(frase all'inizio del film)
Il documentario verte sull'"arte negra" e sul suo ruolo nella cultura africana, messa in pericolo dalla colonizzazione europea. Viene analizzato quanto dell'arte africana rimane messo in contrapposizione con la violenza del colonialismo europeo che ne ha cancellato gran parte non ritenendola degna; l'arte africana viene quindi confrontata con quella dell'antica roma, quella indiana e giapponese, trovando analogie e somiglianze notevoli.

## Produzione
Il documentario venne girato da Chris Marker e Alain Resnais insieme al direttore della fotografia Ghislain Cloquet dal 1950 al 1953 in Africa e in Francia su commissione della rivista letteraria francese Présence africaine e dal relativo collettivo fondato da Alioune Diop che propone ai due cineasti di realizzare un documentario sull'"arte negra", un concetto relativamente nuovo nei primi anni cinquanta e alquanto contestato in quanto i paesi colonizzatori ritenevano i popoli africani incapaci di creazione artistica. i due cineasti, in contrapposizione con lo scrittore André Malraux, ipotizzano un'unità stilistica dell'arte africana denunciando la mancanza di considerazione di questa da parte dell'Europa colonizzatrice. il commento fuori campo è dell'attore Jean Negroni.

## Accoglienza
Il documentario vinse il premio Jean Vigo nel 1954 e venne proiettato al Festival di Cannes nel 1953; venne però censurato dal Centre National de la Cinématographie fino al 1963 per temi anti-imperialisti e contestatari.